# Niko Hämäläinen
Nicholas Antero Hämäläinen (West Palm Beach, Estados Unidos, 5 de marzo de 1997), más conocido como Niko Hämäläinen, es un futbolista finlandés que juega de defensa en el FK Haugesund de la Eliteserien.

## Selección nacional
Nacido en Estados Unidos, pero de padre finlandés, Hämäläinen era elegible por ambas selecciones. Debutó con la selección de fútbol de Finlandia sub-18 en 2015, pasando posteriormente por la sub-19 y sub-21 del equipo nacional finlandés.
El 11 de enero de 2019 debutó con la selección absoluta de Finlandia en un amistoso frente a la selección de fútbol de Estonia, y pese a que fue tentado por la selección de fútbol de Estados Unidos, al ser convocado con la selección sub-23 en agosto de 2019, finalmente terminó debutando en partido internacional con Finlandia el 6 de septiembre de 2020, en un partido de la Liga de Naciones de la UEFA 2020-21 frente a la selección de fútbol de Irlanda, lo que hizo que ya no pudiese ser accesible para el equipo estadounidense.

## Clubes
| Club                                | País           | Año       |
| ----------------------------------- | -------------- | --------- |
| Queens Park Rangers F. C.           | Inglaterra     | 2014-2023 |
| Dagenham & Redbridge F. C. (cedido) | Inglaterra     | 2015      |
| Los Angeles F. C. (cedido)          | Estados Unidos | 2019      |
| Kilmarnock F. C. (cedido)           | Escocia        | 2019-2020 |
| Los Angeles Galaxy (cedido)         | Estados Unidos | 2021      |
| Botafogo (cedido)                   | Brasil         | 2022      |
| RWDM (cedido)                       | Bélgica        | 2023      |
| HJK Helsinki                        | Finlandia      | 2023      |
| KuPS Kuopio                         | Finlandia      | 2025      |
| FK Haugesund                        | Noruega        | 2025-     |

## Palmarés

### Títulos nacionales
| Título        | Club         | País      | Año  |
| ------------- | ------------ | --------- | ---- |
| Veikkausliiga | HJK Helsinki | Finlandia | 2023 |